# Хиткот (долина)
Долина Хитко́т, Хитко́т-Валли, Хискот (англ. Heathcote Valley) — пригород Крайстчерча, Новая Зеландия.

## Расположение
В пригороде сходится множество подъездов к автомобильному тоннелю и магистрали, проходящей через Порт-Хиллз. Эта дорога является частью государственного шоссе 74. Главная южная линия железной дороги проходит через пригород и уходит в железнодорожный тоннель, соединяющий пригород с портом Литтелтон.
Пригород расположен у подножия крутых вулканических скал, образующих северный край холмов примерно в восьми километрах к юго-востоку от центра города. Здесь расположена станция канатной дороги Крайстчерча, достигающей горы Кавендиш в Порт-Хиллз. Канатная дорога была официально открыта 24 ноября 1992 года.

## История
Долина Хиткот долгое время была одним из центров пивоварения, со времён Кентерберийской пивоваренной компании. В 1999 году пивоваренное производство закрыли и здесь оставались заброшенные пивоваренные цеха. В феврале 2012 года характерные пивоваренные башни вместе с остальными оставшимися зданиями были снесены, чтобы освободить место для жилой застройки.

## Отношение к реке Хиткот
Несмотря на своё название, Хиткот-Вэлли находится примерно в двух километрах к югу от реки Хиткот, и она не протекает через пригород, а течёт на восток через широкую равнину.

## Наименование
Пригород назван по имени сэра Уильяма Хиткота, секретаря Кентерберийской ассоциации.